# Pan Gaoqin
Pan Gaoqin (* 12. Dezember 1991) ist eine chinesische Sprinterin.

## Sportliche Laufbahn
Erstmals trat Pan Gaoqin bei den Asienspielen 2018 in der indonesischen Hauptstadt Jakarta international in Erscheinung und wurde dort mit der chinesischen 4-mal-400-Meter-Staffel in 3:33,72 min Vierte. Im Jahr darauf belegte sie bei den Asienmeisterschaften in Doha mit der Staffel in 3:37,97 min den sechsten Platz.

## Persönliche Bestleistungen
- 400 Meter: 53,58 s, 22. April 2016 in Huaian
  - 400 Meter (Halle): 54,22 s, 6. März 2013 in Nanjing